# 태엽

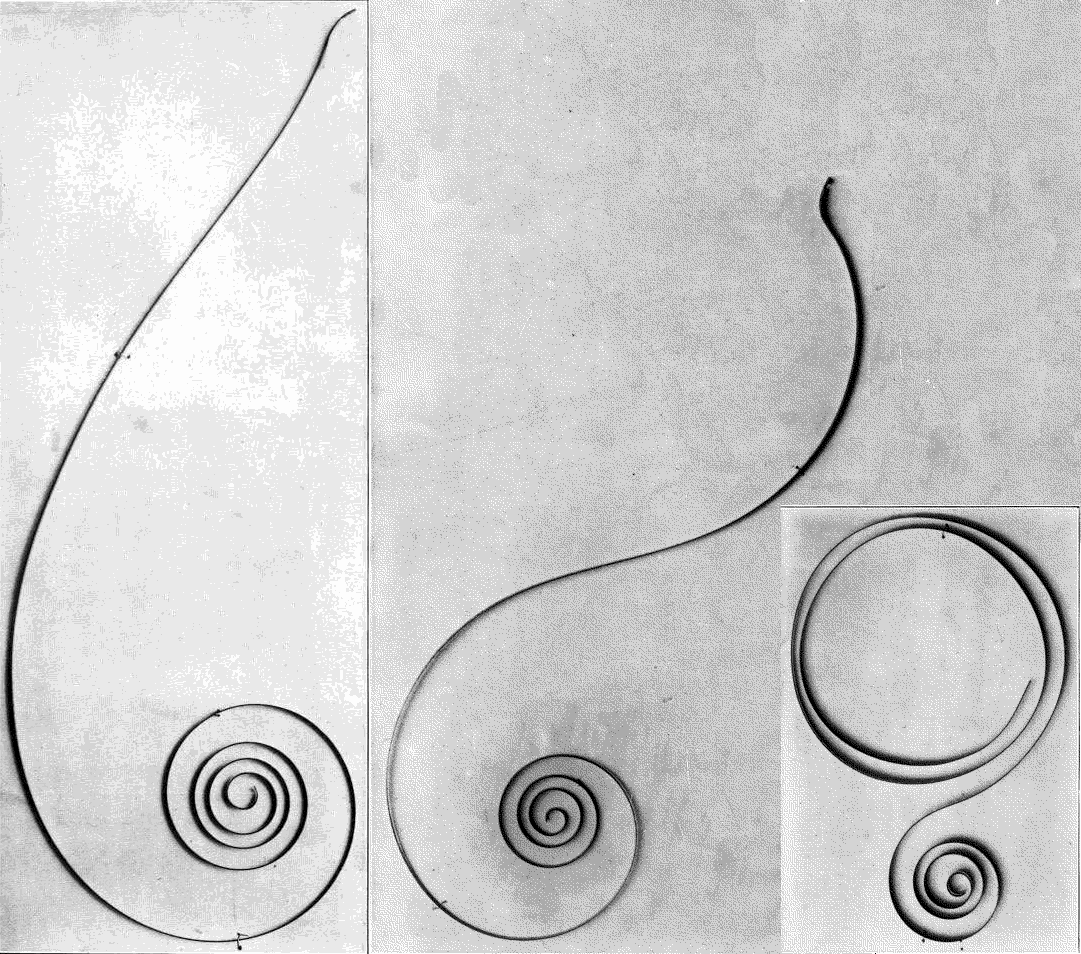

태엽(胎葉, 영어: mainspring 메인스프링[*])은 와선형의 비틀림용수철로, 기계식 시계 따위 태엽장치들의 동력원이 되는 것이다. 열쇠나 꼭지로 태엽을 감으면 와선이 촘촘하게 졸라매지면서 탄성위치에너지가 저장된다. 이것이 서서히 풀리면서 동력이 발생한다.